# Манастирський Вітольд Антонович
Віто́льд (Витовт) Анто́нович Манасти́рський (11 січня 1915 — 23 червня 1992) — український художник, живописець, графік, педагог.

## Життєпис
В. Манастирський народився у Львові в родині українського художника Антона Івановича Манастирського, народного художника УРСР. Батько був першим учителем в улюбленому занятті сина. Початкову художню освіту Вітольд Антонович здобув у Львівській художній школі (1929—1934 рр.), а завершував навчання у Варшавській академії мистецтв (1935—1939 рр.).
Був учасником багатьох обласних, міжобласних, зональних, республіканських, всесоюзних та міжнародних виставок. Митець поєднував активну творчу працю з громадською та педагогічною діяльністю. Він неодноразово обирався членом республіканського правління Спілки художників України. У 1939—1948 рр. викладав рисунок і живопис у Львівському художньо-промисловому училищі (тепер Училище прикладного мистецтва ім. І. Труша). З дня відкриття Львівського інституту прикладного та декоративного мистецтва (з 1947 р.) Манастирський обіймав у ньому посаду викладача кафедри рисунка, з 1954 р. — доцента, а з 1968 р. — професора. З 1974 р. завідував кафедрою живопису. У 1975 р. митцеві надано почесне звання заслуженого діяча мистецтв Української PCP.
Помер 23 червня 1992 року, похований на Личаківському цвинтарі, поле № 5.

## Творчість

Садок у Карпатах (олія, 1958)

Навчаючись у Кракові, Вітольд Манастирський запозичив деякі технічні засоби постімпресіоністів, зокрема дрібний роздільний мазок чистих тонів фарб, покладених на білий ґрунт полотна малим округлим колонковим пензлем; у більшій чи меншій мірі він використовуватиме їх до 60-х років. Митець однаково плідно працює в побутовій картині, портреті, пейзажі, натюрморті. У своїх творах він оспівує красу рідного Прикарпаття, життя його людей, втілює образи своїх сучасників, людей праці: робітників, селян, діячів науки та культури. До числа найвідоміших творів художника належать: «Гурток гуцульських народних музик» (1951), «Портрет народного художника УРСР А. І. Манастирського» (1949), «Легінь» (1949), «Верховинка» (1960), «Пейзаж з Криворівні» (1956), «Долина Білої Тиси» (1961), «Весна на околиці Львова» (1962), «Гуцульський натюрморт» (1957), «Майстерня художника» (1956) тощо. Багато творів Манастирського експонуються в музеях і картинних галереях України.